# Рожеве (зупинний пункт)
Роже́ве — пасажирський залізничний зупинний пункт Львівської дирекції Львівської залізниці.
Розташований між селами Рожеве та П'ятниця Старосамбірський район, Львівської області на лінії Нижанковичі — Хирів між станціями Хирів (14 км) та Добромиль (1 км).
Станом на червень 2024 року щоденно, крім субот та неділь, одна пара приміського поїзда прямує за напрямком Самбір — Нижанковичі — Самбір.